# Flik 28
La Fliegerkompanie 28 (abbreviata in Flik 28) era una delle squadriglie della Kaiserliche und Königliche Luftfahrtruppen.

## Storia

### Prima guerra mondiale
La squadriglia fu creata all'inizio del 1916 a Strasshof an der Nordbahn in Austria. Dopo l'addestramento, il 28 maggio fu inviata a Prosecco (Trieste) sul fronte italiano.
Il successivo 15 agosto il Fokker di Franz Gregl viene abbattuto dal Voisin III dall'aspirante Alessandro Resch e del Sottotenente Vincenzo Lioy della 26ª Squadriglia che erano stati attaccati al rientro su Komen.
Il 13 settembre Francesco Baracca della 70ª Squadriglia caccia abbatte su Monfalcone un Hansa-Brandenburg C.I, che rientrò con il pilota ferito, Feldwebel Josef Koschizek e l'osservatore morente, il ten. Ottokar Hauser.
Il 31 ottobre, quando la Flik era sempre a Prosecco al comando dell'Hptm Viktor Schünzel con 5 Brandenburg C I,  2 Caproni della 7ª Squadriglia bombardano Duttogliano ma al ritorno un Caproni viene abbattuto dall'idrovolante Albatros A.3 dell'asso Goffredo de Banfield in collaborazione con un altro caccia dell'Hauptmann Victor Schunzel della Flik 28 atterrando in emergenza vicino a Punta Sdobba vicino a Grado (Italia).
Il 25 novembre Ferruccio Ranza della 77ª Squadriglia aeroplani costringe ad atterrare due Albatros, confermati, dei quali un Hansa-Brandenburg C.I della Flik 28 verso Hermada, che si sfascia alle 9 e 30.
Il 3 dicembre due aerei della 1ª Squadriglia Caproni bombardano la stazione di Duttogliano ma uno viene abbattuto vicino a Sesana da un idrovolante Hansa-Brandenburg FB dell'asso Goffredo de Banfield e da altri due aerei con il Zugführer Karl Cislaghi della Flik 28 ed l'Hansa-Brandenburg D.I di Godwin Brumowski e prende terra vicino a Mavhinje dietro le linee austriache.
Nel maggio-giugno 1917 era a Prosecco con 6 Hansa-Brandenburg C.I.
Il 25 luglio 1917, l'intera forza aerea fu riorganizzata e la squadriglia riceve compiti da ricognizione divisionale (chiamata Divisions-Kompanie 28, Flik 28D). 
Al 18 agosto 1917 era sempre a Prosecco nell'Isonzo Armee al comando dell'Oblt Alexander Hartzer con 6 Brandenburg C I.
Il 29 settembre 1917 Cosimo Rizzotto della 77ª Squadriglia aeroplani abbatte l'Hansa-Brandenburg C.I (matricola 329.16) che precipitò nei pressi del lago di Pietrarossa.
Al 24 ottobre del 1917 la Flik 28/D era sempre a Prosecco nell'Isonzo Armee al comando dell'Oblt Hartzer quando partecipa alla Battaglia di Caporetto.
Nell'estate del 1918 combatte nella Battaglia del Solstizio operando da Aiello del Friuli e da Godega di Sant'Urbano. 
Nell'ambito della stessa battaglia il 19 giugno il Phönix C.I 121.17 pilotato da Max Kauer con Arnold Barwig come osservatore-mitragliere abbatte Francesco Baracca.
Nel settembre 1918, con la riorganizzazione dell'esercito prese compiti di Corpo (Korps-Kompanie 28, Flik 28 K).
Al 15 ottobre successivo è a Godega di Sant'Urbano con 4 Ufag C.I.
Dopo la guerra, l'intera aviazione austriaca fu eliminata.